# Giro de Italia 1930
La 18.ª edición del Giro de Italia se disputó entre el 17 de mayo y el 8 de junio de 1930, con un recorrido de 15 etapas y 3907 km, que el vencedor completó a una velocidad media de 23,878 km/h. La carrera comenzó en Mesina y terminó en Milán.
Tomaron la salida 115 participantes, de los cuales 67 terminaron la carrera. 
Por primera vez, el Giro llega a Sicilia, donde se disputan las tres primeras etapas.
Después de la cuarta victoria (tercera consecutiva) de Binda en el Giro de Italia 1929, la organización de la carrera, para evitar que decayera el interés de los participantes, invitó a Binda a no participar a cambio de un premio de 22.500 liras, superior al que recibía el vencedor.
Luigi Marchisio, vencedor de dos etapas, fue el ganador de esta edición, quedando por delante de Luigi Giacobbe y Allegro Grandi.

## Etapas
| Etapa      | Fecha     | Recorrido                   | Distancia (km) | Ganador             | Líder           |
| ---------- | --------- | --------------------------- | -------------- | ------------------- | --------------- |
| 1.ª etapa  | 17 de may | Mesina – Catania            | 174            | Michele Mara        | Michele Mara    |
| 2.ª etapa  | 18 de may | Catania – Palermo           | 280            | Leonida Frascarelli | Antonio Negrini |
| 3.ª etapa  | 20 de may | Palermo – Mesina            | 257            | Luigi Marchisio     | Luigi Marchisio |
| 4.ª etapa  | 22 de may | Reggio Calabria – Catanzaro | 173            | Luigi Marchisio     | Luigi Marchisio |
| 5.ª etapa  | 23 de may | Catanzaro – Cosenza         | 118            | Domenico Piemontesi | Luigi Marchisio |
| 6.ª etapa  | 25 de may | Cosenza – Salerno           | 292            | Allegro Grandi      | Luigi Marchisio |
| 7.ª etapa  | 27 de may | Salerno – Nápoles           | 180            | Raffaele Di Paco    | Luigi Marchisio |
| 8.ª etapa  | 28 de may | Nápoles – Roma              | 247            | Learco Guerra       | Luigi Marchisio |
| 9.ª etapa  | 30 de may | Roma – Teramo               | 203            | Michele Mara        | Luigi Marchisio |
| 10.ª etapa | 31 de may | Teramo – Ancona             | 185            | Michele Mara        | Luigi Marchisio |
| 11.ª etapa | 2 de jun  | Ancona – Forlì              | 182            | Learco Guerra       | Luigi Marchisio |
| 12.ª etapa | 3 de jun  | Forlì – Rovigo              | 188            | Michele Mara        | Luigi Marchisio |
| 13.ª etapa | 5 de jun  | Rovigo – Asiago             | 150            | Antonio Pesenti     | Luigi Marchisio |
| 14.ª etapa | 6 de jun  | Asiago – Brescia            | 186            | Leonida Frascarelli | Luigi Marchisio |
| 15.ª etapa | 8 de jun  | Brescia – Milán             | 280            | Michele Mara        | Luigi Marchisio |
| Total      | Total     | Total                       | 3095           |                     |                 |

## Clasificaciones

### Clasificación general
| Clasificación general |                    |             |                   |
| Ciclista              | Ciclista           | Equipo      | Tiempo            |
| --------------------- | ------------------ | ----------- | ----------------- |
| 1.º                   | Luigi Marchisio    | Legnano     | 115 h 11 min 55 s |
| 2.º                   | Luigi Giacobbe     | Maino       | + 52 s            |
| 3.º                   | Allegro Grandi     | Bianchi     | + 1 min 49 s      |
| 4.º                   | Ambrogio Morelli   | Gloria      | + 11 min 12 s     |
| 5.º                   | Antonio Pesenti    | Dei-Pirelli | + 16 min 01 s     |
| 6.º                   | Antonio Negrini    | Bianchi     | + 17 min 48 s     |
| 7.º                   | Felice Gremo       | Legnano     | + 22 min 28 s     |
| 8.º                   | Aristide Cavallini | Isolati     | + 23 min 58 s     |
| 9.º                   | Learco Guerra      | Maino       | + 36 min 10 s     |
| 10.º                  | Amerigo Cacioni    | Isolati     | + 37 min 11 s     |

### Clasificación por equipos
| Clasificación por equipos |         |        |
| Equipo                    | Equipo  | Tiempo |
| ------------------------- | ------- | ------ |
| 1.º                       | Bianchi | -      |